# الكسندر أندرسون
الكسندر أندرسون (بالسويدية: Alexander Andersson)‏ (14 ديسمبر 1985 بالسويد - ) هو لاعب كرة قدم سويدي في مركز الهجوم. لعب مع نادي ديجرفورس.

## وصلات خارجية
- الكسندر أندرسون على موقع اتحاد السويد (السويدية)
- الكسندر أندرسون على موقع قاعدة بيانات كرة القدم.إي يو (الإنجليزية)
- الكسندر أندرسون على موقع Soccerway.com (الإنجليزية)